# Lillsjön (Vilhelmina socken, Lappland, 724812-150303)
Lillsjön är en sjö nära Matsdal i Vilhelmina kommun i Lappland och ingår i Ångermanälvens huvudavrinningsområde. Sjön har en area på 0,0684 kvadratkilometer och ligger 499,2 meter över havet. Sjön avvattnas av vattendraget Kvarnbäcken.

## Delavrinningsområde
Lillsjön ingår i det delavrinningsområde (725017-150312) som SMHI kallar för Mynnar i Dalsån. Medelhöjden är 673 meter över havet och ytan är 6,09 kvadratkilometer. Det finns inga avrinningsområden uppströms utan avrinningsområdet är högsta punkten. Kvarnbäcken som avvattnar avrinningsområdet har biflödesordning 4, vilket innebär att vattnet flödar genom totalt 4 vattendrag innan det når havet efter 409 kilometer. Avrinningsområdet består mestadels av skog (56 procent), sankmarker (19 procent) och kalfjäll (20 procent). Avrinningsområdet har 0,07 kvadratkilometer vattenytor vilket ger det en sjöprocent på 1,1 procent.